# Рубікон (Зоряний шлях)

## Про епізод
Рубікон (Rubicon) — п'ятдесят перший епізод американського телевізійного серіалу «Зоряний шлях: Дискавері» та 9-й в четвертому сезоні. Епізод написав Алан Макелрой, режисер Енді Армаганян. Перший показ відбувся 17 січня 2022 року.

## Зміст
Бук і Тарка десь в поясі астероїдів збирають ізолінієву бомбу. Букер надсилає Макйко закодоване послання — його наміри щодо АЧМ не змінилися. Майкл просить у Венса очолити експедицію; адмірал доручає колишньому офіцеру служби безпеки «Дискавері» Нган наглядати за кораблем, який слідкує за пристроєм стеження Бернем. Це робиться щоб переконатися — Майкл не дозволить своїм особистим почуттям стати на шляху зупинення Бука й Тарки. Сару просить президентку Т'Ріну допомогти йому в медитації.
«Дискавері» стрибає в режимі невидимості на позицію за 4000 метрів біля корабля Букера, де втікачі закінчують налаштування зброї. Сару веде замаскований човник, щоб проникнути на борт корабля Букера за допомогою мультифазного розпізнавача сигналів та вивести з ладу зброю. Але його атакує нова автоматизована система безпеки, яку Тарка встановив на кораблі Букера. Бук допомагає Сару та екіпажу телепортуватися назад на «Дискавері», а потім знаходить трекер і вимикає його. Він стрибає в АЧМ і «Discovery» випрушає слідом.
Нган готується віддати наказ про знищення корабля Букера до того, як він зможе атакувати «контролер» в центрі АЧМ і проводить нараду з Майкл та Сару. Обидва кораблі знаходять контролер, і виникає протистояння, в якому Бернем може переконати Нган та Бука відмовитися. Майкл пропонує Стамецу прорахувати наявність в цьому секторі бороніту — це надась можливість зрозуміти скільки часу тут затримається видобувна аномалія. «Дискавері» запускає високоенергетичні розряди в корабель Букера — аби пошкодити його сканери. Бук запускає розряд у водневу хмару — Майкл відводить корабель від вибуху. «Дискавері» стає між контролером і кораблем Бука. Кораблі обмінюються упереджувальними ударами. Тарка заходить за спину Букера і стріляє в Дискавері" квантовими торпедами. Стамец повідомляє — аномалія видобуде весь бороніт і стрибне за 1 тиждень. Майкл переміщається на човнику до кораблч Букера і намагається переконати його зупинитися. Тарка бачить що Бернем це вдається і він стріляє зі зброї в контролера, руйнуючи його та АЧМ. Бук повідомляє «Дискавері» про необхідність термінового стрибка. Тарка не знаходить джерела живлення, яке, як він очікував, там буде — воно по той бік кротовини, за межами галактики.
Сару оповідає Калберу про свої несподівані почуття до Т'Ріни. Бук та Тарка тікають, і незабаром після цього в тому самому місці з'являється новий АЧМ.
- Тебе влаштовує якась інша відповідь крім «так»?
 — Ні

## Виробництво
Активна розробка сезону почалася в січні 2020 року. На написання було витрачено більше часу, ніж у попередніх сезонах, через пандемію COVID-19, яка надихнула на космічну аномалію, з якою герої стикаються в сезоні. Нова роль Бернем як капітана також вивчається після її підвищення в кінці третього сезону. Четвертий сезон було офіційно оголошено в жовтні 2020 року, а зйомки проходили в Торонто, Канада, з листопада 2020 року по серпень 2021 року. Для забезпечення безпеки під час пандемії було застосовано нові знімальні процеси, що спричинило деякі затримки виробництва. Відеостіна була побудована для зйомки перед комп'ютерним фоном у реальному часі.

## Сприйняття та відгуки
Станом на листопад 2022 року на сайті «IMDb» серія отримала 5.5 бала підтримки з можливих 10 при 1656 голосах користувачів.
В огляді для «Den of Geek» Лейсі Богер відзначила: «Я обожнюю їх. І, так, у мене, очевидно, є багато питань щодо всього цього. Наприклад, як працює міжвидове знайомство в 32-му столітті. І які політичні наслідки можуть бути, якщо келпіанець і вулканець, які також є лідерами своїх відповідних видів, вирішать бути разом назавжди. Але я не можу дочекатися, щоб якнайшвидше дізнатися відповіді на всі ці запитання. І будьмо правдивими: якщо хтось із учасників цього серіалу заслуговує на власну приємну історію кохання, то це Сару. Який так довго був терапевтом, співчуваючи та вислуховуючим і надавав загальну емоційну підтримку для всіх на „Discovery“. Просто дайте нам побачити як це відбувається, гаразд?».
Для «Tor.com» Кейт ДеКандідо зазначено: «Це епізод, який в рівній мірі розчаровує і є чудовим. З одного боку, це відповідає заяві про місію „Discovery“ як корабля науки. Екіпаж намагається використати свій розум, щоб вирішити проблему. Більше того, вони дуже стараються підтримувати фірмове співчуття „Trek“, знаходячи рішення, за яких постраждає чи помре найменша кількість людей. З іншого боку, вони точно повинні були прорахувати останній гамбіт Тарки.»
В огляді «Gizmodo» зазначено: «Тепер, коли цей особистий конфлікт наразі вирішено — ще невідомо, яке покарання може загрожувати Буку за його участь у цих подіях. Навіть якщо провину в основному можна покласти на плечі Тарки — все може стати ще більш загрозливим — у набагато більшому масштабі. Вид 10-C показує, наскільки він далеко з-за меж навіть цієї розвиненої Федерації 31-го століття. Реагуючи на удаване знищення DMA, швидко створюючи новий на його місці, провіщаючи непростий початок першого контакту. Тепер Федерація та Майкл залишились у похмурій перспективі почати цей діалог на найгіршій основі. Якщо „Рубікон“ був напруженою ескалацією в особистому масштабі, сцена готова до того, що ця ескалація матиме міжзоряні наслідки. Але принаймні ми знаємо — маючи справу з її найважчим матчем, Майкл буде готова відповідати.»

## Знімались
| Актор               | Роль                |
| ------------------- | ------------------- |
| Сонеква Мартін-Грін | Майкл Бернем        |
| Даг Джонс           | Сару                |
| Ентоні Репп         | Пол Стамец          |
| Вілсон Круз         | Гаг Калбер          |
| Девід Аджала        | Клівленд Букер      |
| Одед Фер            | адмірал Чарльз Венс |
| Рейчел Анчеріл      | Нган                |
| Шон Дойл            | Руон Тарка          |
| Тара Рослінг        | Т'Ріна              |
| Аннабелль Волліс    | Зора                |
| Емілі Коутс         | Кейла Детмер        |
| Патрік Квок-Чун     | Ріс                 |
| Оїн Оладежо         | Джоанн Овосекун     |
| Ронні Роу           | Брюс                |
| Сара Мітіч          | Нільсон             |
| Орвілл Каммінгс     | Крістофер           |
| Дейв Томлінсон      | Лінус               |
| Пйотр               | комп'ютер шатла     |